# Accipiter striatus
El gavilán americano,  también conocido como gavilán pecho canela, gavilán pecho rufo, esparvero común, gavilán de sierra o gavilán pecho blanco (Accipiter striatus) es una especie de ave accipitriforme de la familia Accipitridae. Mide entre 24 y 36 cm, envergadura de 0.6 m. El macho pesa de 82 a 105 g y la hembra de 144 a 208 g. Su cola es larga y cuadrada; alas cortas y redondeadas. Corona, nuca y dorso azul-grisáceo. Cara y garganta blanquecinas con rayas color canela, pecho canela.. Habita a lo largo del continente americano, desde Alaska hasta el norte de Argentina y sur de Brasil. En México se encuentra en prácticamente todos los estados del país. Se le ha reportado como especie visitante de invierno común, como especie rara y como residente, Su zona de invernación se ha identificado en la costa oeste de México, en Jalisco; su zona de residente en la Sierra de Santa Rosa, al norte de Guanajuato; en la Reserva de la Biosfera Sierra Gorda, al norte de Querétaro; y su zona de paso en la Reserva de la Biosfera El Triunfo, en Chiapas. Tiene marcada tendencia a habitar en bosque de pino-encino, bosque de encino y bosque de coníferas mixto; asimismo, en clima templado subhúmedo con lluvia en verano y a una altitud de 1000 a 3100 m s. n. m. La NOM-059-SEMARNAT-2010 considera a la especie como sujeta a protección especial; la UICN2019-1 como de preocupación menor. Entre los principales riesgos que amenazan a la especie se encuentran el uso de organoclorados como el DDT (que provocan adelgazamiento en cáscaras de los huevos), asimismo la reducción y fragmentación del hábitat.

## Nombres comunes
En razón de su extensa área de distribución natural, esta especie es denominada comúnmente de diferentes maneras. En orden alfabético, los nombre más habituales son los siguientes:
- Azor cordillerano (Colombia)
- Azor rojizo
- Esparvero común (Argentina)
- Falcón de sierra
- Gavilán americano
- Gavilán chico (Uruguay)
- Gavilán de sierra (Honduras)
- Gavilán pajarero (México y Costa Rica)
- Gavilán pecho rufo (México)
- Gavilancito (Cuba)
- Guaraguaíto de sierra (República Dominicana)
- Halcón de sierra
- Falcón de sierra (Puerto Rico)
- Gavilán pajarero (Nicaragua)
- Sharp-shinned hawk (Estados Unidos)

## Descripción
Tiene las alas anchas con unas plumas primarias puntiagudas que se extienden hacia fuera como dedos cuando se está remontando, su cola es larga y ancha. La hembra mide cerca de 30 cm de longitud y pesa entre 145 y 215 g. El macho, más pequeño, mide unos 27 cm de longitud y pesa entre 85 y 125 g. El plumaje de las partes superiores es gris azulado a negruzco; las partes inferiores son blancuzcas, con líneas horizontales de color castaño en el pecho; presenta cuello, flancos y muslos de color castaño rojizo ferruginoso.

## Historia natural
Es una pequeña ave rapaz cazadora de otras aves. Caza volando a baja altura entre árboles y arbustos pájaros cantores tras una breve y veloz persecución. En vuelos más abiertos y altos, o cuando emigra, parece faltarle potencia. A su paso, grupos de aves pequeñas y de vuelo rápido como estorninos o golondrinas lo "agreden" en bandadas y ejecutan simulacros de ataque.

## Distribución
Se reproduce en Alaska y la parte central de Canadá hasta el centro de México y las Antillas Menores. Inverna desde el sur canadiense, Panamá y las Antillas hasta Uruguay y el norte de Argentina.

## Subespecies

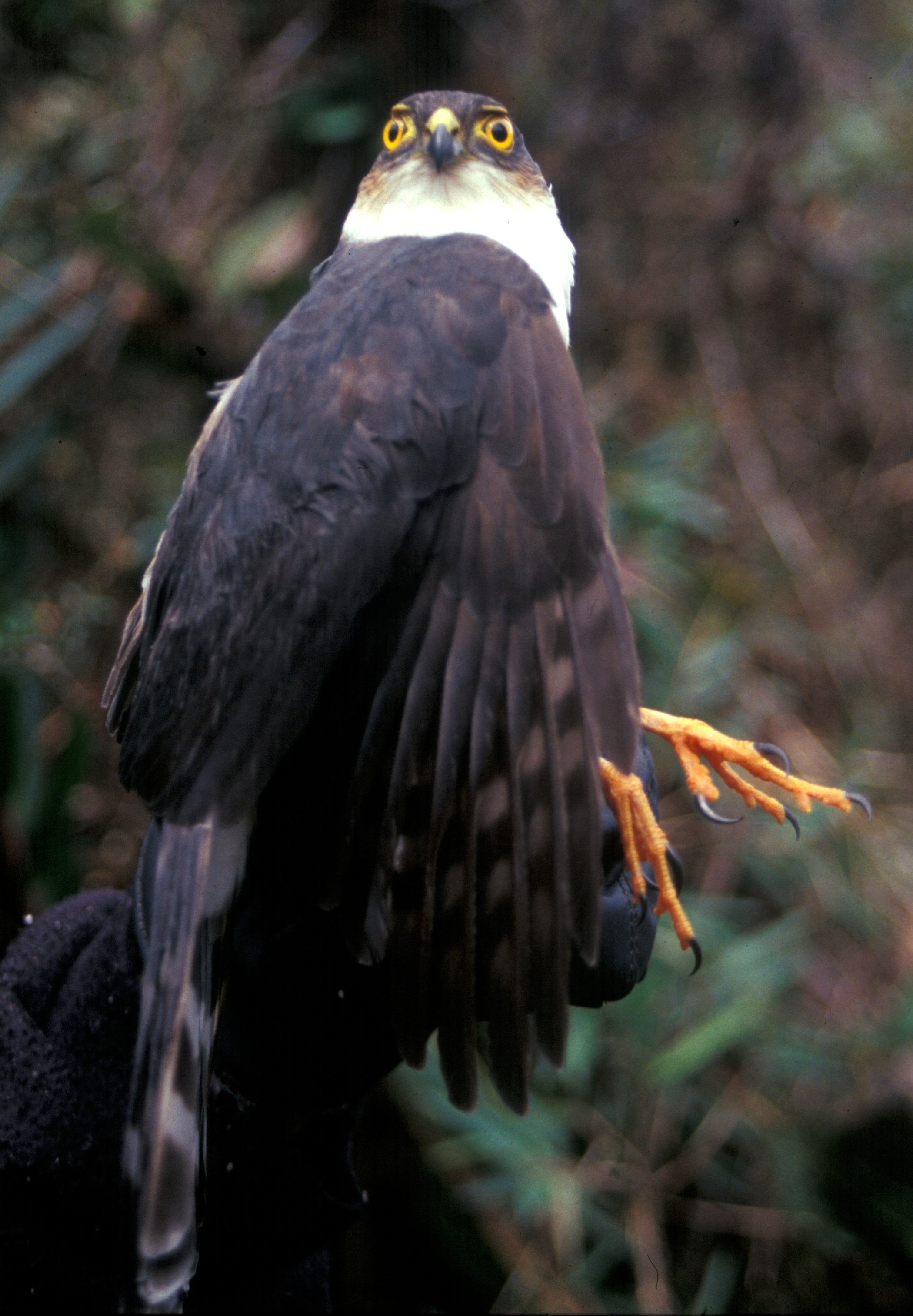
Accipiter striatus ventralis

Se conocen 10 subespecies de Accipiter striatus :
- Accipiter striatus perobscurus - islas Queen Charlotte y tal vez costa adyacente de la Columbia Británica.
- Accipiter striatus velox - Alaska, Canadá y Estados Unidos; invernante hasta Panamá.
- Accipiter striatus suttoni - del extremo sur de Nuevo México al sudeste de México (Veracruz).
- Accipiter striatus madrensis - oeste de México (Guerrero y oeste de Oaxaca).
- Accipiter striatus chionogaster - tierras altas con bosques de robles y pinos desde el sur de México (Chiapas) hasta Nicaragua.
- Accipiter striatus fringilloides - Cuba
- Accipiter striatus striatus - La Española
- Accipiter striatus venator - Puerto Rico
- Accipiter striatus ventralis - de los Andes de Colombia y Venezuela al centro de Bolivia.
- Accipiter striatus erythronemius - de Bolivia y Paraguay hasta el norte de Argentina y Uruguay.

Algunos expertos consideran que tres de las subespecies se deben tratar como especies separadas Accipiter ventralis, Accipiter chionogaster y Accipiter erythronemius.

## Alimentación
Se alimenta principalmente de aves, que caza en vuelo o entre los árboles.

## Reproducción
Construye con ramas un nido en un árbol alto caducifolio o una conífera, escondido entre el follaje. La hembra pone de 2 a 8 huevos, más comúnmente 4 o 5, de 37,6 por 30 mm, con marcas de variados colores. La incubación dura de 30 a 35 días. Después de la eclosión, las crías son alimentadas durante 16 a 23 días por la hembra, mientras que el macho defiende el territorio. Los pichones comienzan a volar con un mes de edad y dependen de sus padres para la alimentación y la protección por otras 4 semanas.